# Gulmen (SG)
Der Gulmen (auch Gulme) ist ein Berg östlich von Amden und südlich von Nesslau im Schweizer Kanton St. Gallen.
Die Bergspitze liegt auf 1789 m ü. M. ungefähr 2,5 km nördlich vom Arvenbüel. Rund 1 km östlich befindet sich die Vorder Höhi (1537 m), die über eine Alpstrasse erreicht werden kann. Das Berggebiet ist nur an wenigen Orten felsig.

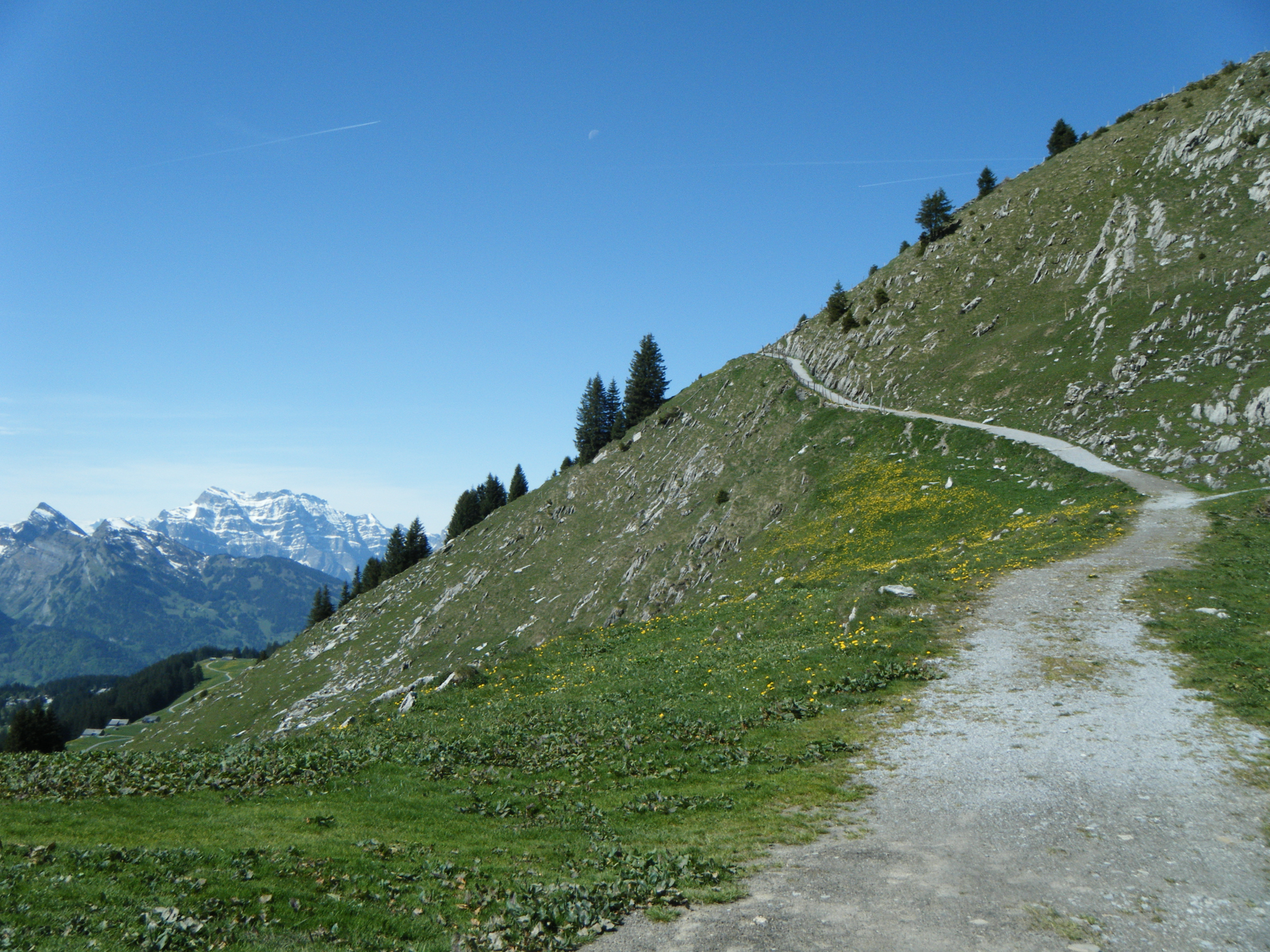
Beginn des Aufstiegs von der Vorder Höhi
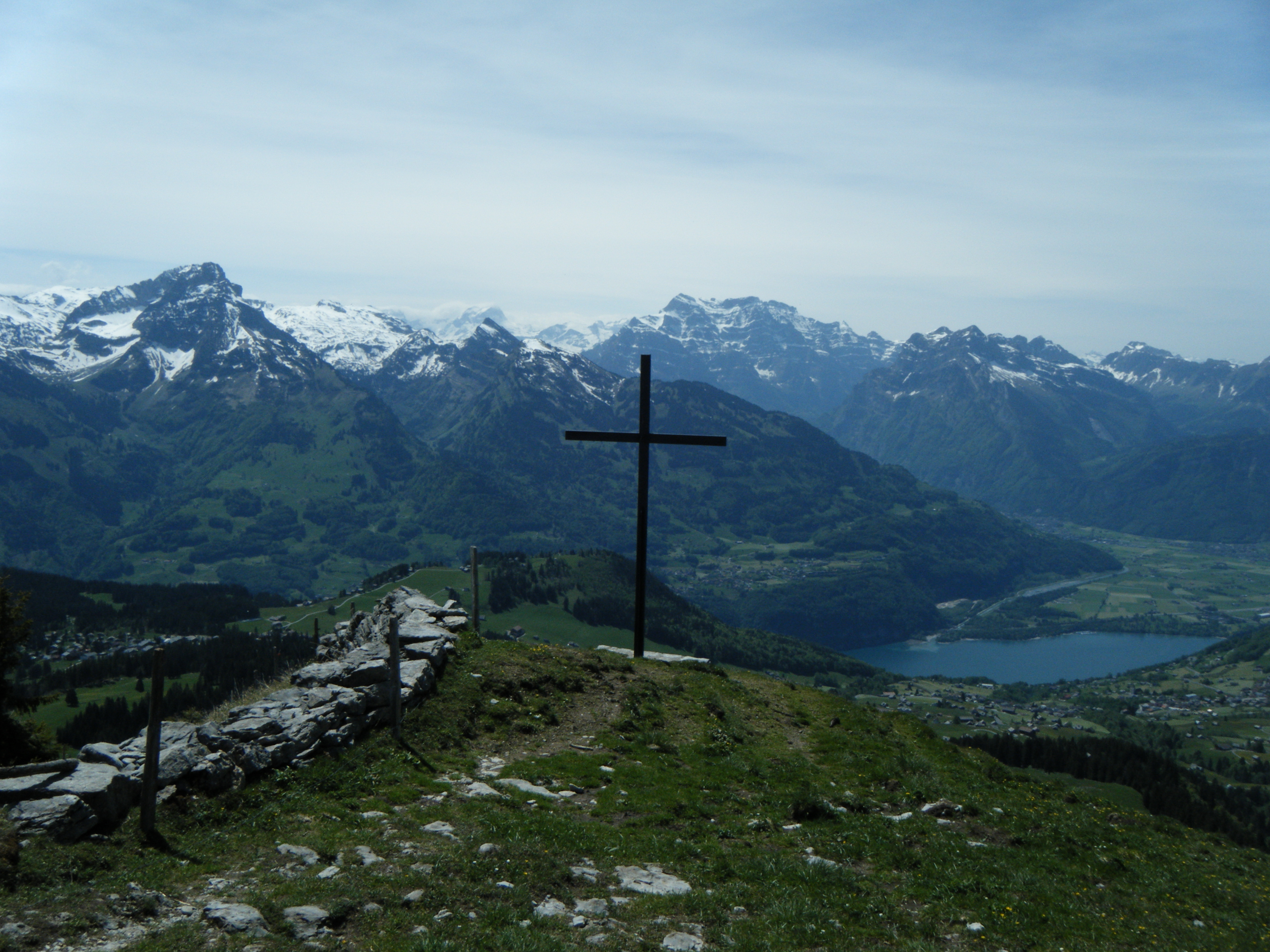
Blick nach Süd-Westen in Richtung Glarner Alpen, Amden und Walensee; das Gipfelkreuz markiert nicht den höchsten Punkt des Berges
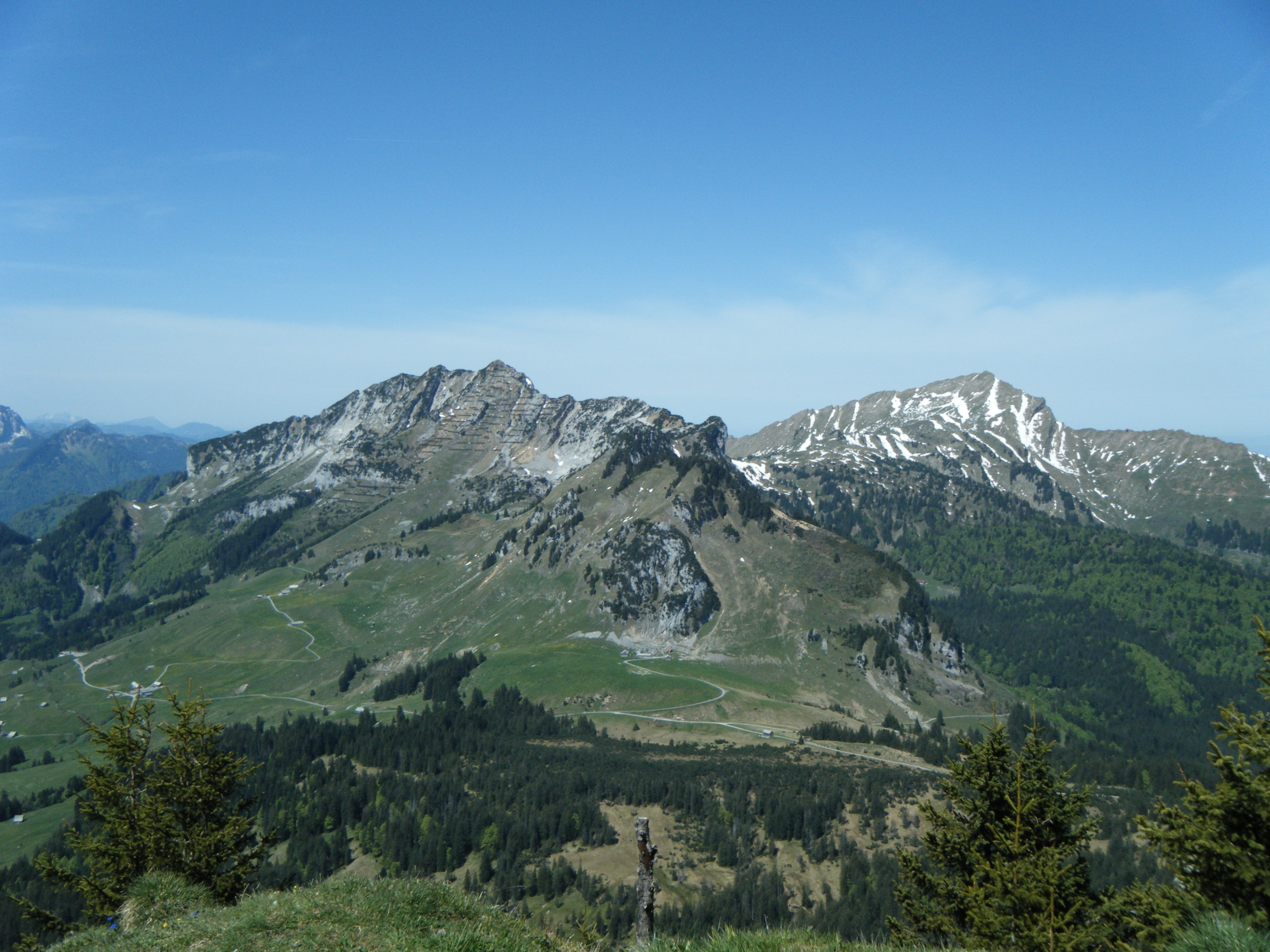
Blick nach Westen in Richtung Mattstock und Speer